# Dance Like Nobody’s Watching
«Dance Like Nobody’s Watching» (с англ. — «Танцую так, будто никто не смотрит») — песня, записанная австралийской хип-хоп исполнительницей Игги Азалией при участии американской певицы Тинаше. Она была выпущена 21 августа 2020 года в качестве лид-сингла с третьего студийного альбома Азалии The End of an Era. Однако спустя некоторое время исполнительница сообщила, что он не войдёт в состав нового альбома и будет отдельным синглом.

## Предыстория и релиз
Азалия анонсировала название новой песни под аббревиатурой «DLNW» 14 августа 2020 года, а позже раскрыла её полное название и сообщила, что она записана в сотрудничестве с американской певицей и автором песен Тинаше. Исполнительницы ранее уже работали вместе в 2015 году над ремиксом песни «All Hands on Deck» с дебютного альбома Тинаше Aquarius.
Лирик-видео на сингл было выпущено 21 августа 2020 года в полночь по восточному стандартному времени. Видео представляет собой закулисные фотографии и видео со съёмок обложки.

## Восприятие
Трек получил смешанные и положительные отзывы от критиков. Некоторые критики назвали его «Летним гимном» и очень сильным треком, а другие сочли его средним. В положительном обзоре Томас Блич охарактеризовал трек как «очень весёлый. В нем достаточно дерзости и воодушевления, а также игривых элементов, которые передают классическую атмосферу Игги».

## Чарты
| Чарты (2020)                       | Высшая позиция |
| ---------------------------------- | -------------- |
| Шотландия (Scottish Singles Chart) | 77             |
| США (Billboard Digital Songs)      | 33             |
| США Rap Digital Songs (Billboard)  | 9              |

## История релиза
| Регион | Дата            | Формат                     | Лейбл             | Прим.  |
| ------ | --------------- | -------------------------- | ----------------- | ------ |
| Мир    | 21 августа 2020 | цифровая загрузка стриминг | Bad Dreams Empire | [ 11 ] |
| Мир    | 2 октября 2020  | CD                         | Bad Dreams Empire | [ 12 ] |